# Audi Type A
De Audi Type A is een personenauto uit de compacte middenklasse die van 1910 tot 1912 geproduceerd werd door de Duitse autobouwer Audi Automobilwerke GmbH Zwickau. Het was het allereeste model van Audi.
De wagen werd aangedreven door een 2,6L vier-in-lijnmotor die voorin gemonteerd was. De motor produceerde aanvankelijk 22 pk, maar door technische verbeteringen steeg het vermogen geleidelijk tot 28 pk. Daarmee haalde de wagen een topsnelheid van 75 km/u. Het motorvermogen werd via een handgeschakelde vierversnellingsbak en een cardanas overgebracht op de achterwielen. Het gewicht van het chassis (zonder carrosserie) bedroeg 830 kg. Met carrosserie woog de wagen ongeveer 1400 kg.
De Type A werd uitsluitend aangeboden als phaeton. Tussen 1910 en 1912 werden er in totaal 137 exemplaren gebouwd. De opvolger, de Audi Type B, kwam al in 1911 op de markt.